# دواين بروكس
دواين بروكس هو سياسي بريطاني، ولد في 27 سبتمبر 1974 في لويشام ‏ في المملكة المتحدة. نشط حزبياً في الديمقراطيون الليبراليون.